# Ken Howard
Kenneth Joseph "Ken" Howard, Jr. (28 de marzo de 1944 - 23 de marzo de 2016) fue un actor estadounidense, conocido por sus papeles como Thomas Jefferson en 1776 y como entrenador de baloncesto y exjugador de Chicago Bulls, Ken Reeves, en el programa de televisión The White Shadow. Fue elegido presidente del Sindicato de Actores de Cine, en septiembre de 2009.

## Filmografía
- Tell Me That You Love Me, Junie Moon - 1970
- Such Good Friends - 1971
- 1776 - 1972
- The Strange Vengeance of Rosalie - 1972
- Superdome - 1978
- Father Damien: The Leper Priest - 1980
- Victims - 1982
- The Country Girl - 1982
- Rage of Angels - 1983
- Second Thoughts - 1983
- The Thornbirds - 1983
- Pudd'nhead Wilson - 1984
- Rage of Angels: The Story Continues - 1986
- The Man in the Brown Suit - 1988
- Strange Interlude - 1990
- Oscar - 1991
- Murder in New Hampshire: The Pamela Wojas Smart Story - 1991
- Mastergate - 1992
- Ulterior Motives - 1993
- Clear and Present Danger - 1994
- The Net - 1995
- Her Hidden Truth - 1995
- Tactical Assault - 1999
- A primera vista - 1999
- A Vow To Cherish - 1999
- Perfect Murder, Perfect Town: JonBenet and the City of Boulder - 2000
- Double Dare - 2005
- Dreamer - 2005
- En sus zapatos - 2005
- Arc - 2006
- Michael Clayton - 2007
- Sacrifices of the Heart - 2007
- Rambo - 2008
- Grey Gardens - 2009 (Ganador de un Primetime Emmy al mejor actor de reparto - Miniserie o telefilme
- The Numbers Game - 2010
- J. Edgar - 2011
- Blue Bloods - 2012
- Better Living Through Chemistry - 2013
- El juez - (2014)
- The Wedding Ringer - (2015)